# Guillaume Du Tillot
Leon Guillaume Du Tillot (ur. 22 maja 1711 w Bajonnie, zm. w 1774 w Paryżu) był włoskim politykiem francuskiego pochodzenia, pierwszym ministrem   Księstwa Parmy i Piacenzy od roku 1759. Zamienił Parmę w państwo nowoczesne.
Syn francuskiego pazia na dworze Ludwika XIV, studiował College des Quatre Nations w Institut de France w Paryżu. Po ukończeniu studiów, został w 1749 zatrudniony przez Filipa I, księcia Parmy. W styczniu 1749 przybył do Księstwa. Polecające listy dał mu sam Ludwik XV.
Filip początkowo był tylko doradcą (consigliere) Filipa, lecz 26 stycznia 1749 roku został mianowany Intendente generale della Casa Reale (Intendentem Generalnym Domu Królewskiego). Zajmował się pieniężną strona organizacji rozrywek królewskich, świąt, przedstawień teatralnych i organizowaniem budowy pałaców, ogrodów i budynków państwowych. Du Tillot wprowadził francuską muzykę do Parmy. W 1757 wystawił operę Jean-Philippe Rameau.
W 1759 władca Parmy uczynił du Tillota swym primo ministro (pierwszym ministrem). Minister starał się ograniczyć wpływy feudałów, Kościoła i opodatkować ich przedstawicieli, a także zreformować państwo w duchu Oświecenia. Otaczali go liberalni intelektualiści i artyści (Étienne de Condillac, Paciaudi, Giovanni Bodoni, Jean-Baptiste Boudard). zaproszonym przez niego był też Ennemond Alexandre Petitot.  W roku 1756 do Parmy przybył na jego zaproszenie francuski szlachcic Guillaume Rouby de Cals. Razem z du Tillotem wdrażał on oświeceniowe reformy. Zlikwidowana została (w praktyce) inkwizycja. Przekształcono państwowy periodyk Gazzetta di Parma, istniejący od roku 1735 w  oświeceniową gazetę, a wszechnica Università degli Studi di Parma została zreformowana w kierunku liberalno-deistycznym. Du Tillot zakładał liczne manufaktury i, jak podaje historyk Jeremy Black, próbował wzmocnić kopalnictwo.
Tillot podporządkował państwu dobra martwej ręki, skonfiskował wiele dóbr nabożnych fundacji pieniężnych polepszając uposażenie proboszczów, zakazał apelacji do trybunałów kościelnych poza granicami Księstwa i zniósł inkwizycję papieską w Parmie. W roku 1767 zlikwidował zakon jezuitów w Księstwie. W 1767-1769 toczyła się z tego powodu wojna państw burbońskich (Księstwo, Neapol-Sycylia, Francja i Hiszpania) przeciw papieżowi Klemensowi XIII, który zmarł w 1769 roku.
W roku 1764 du Tillot został markizem di Felino i otrzymał posiadłości di Fellino i San Michele in Tiorre. Jego starania by Jezuici opuścili Parmę, a władza kościelna została podporządkowana świeckiej sprowadziły gniew Państwa Kościelnego, pod którym ugiął się Ferdynand I, nowy władca Parmy, rządzący od roku 1765, tym bardziej, że dewotów wsparła jego świeżo przybyła do Parmy żona Maria Amelia Habsburg. 19 listopada roku 1771 du Tillot uciekł do Hiszpanii. Zmarł w Paryżu w 1774 roku.